# 九龍巴士205M線
九龍巴士205M線是一條已停辦的巴士路線，由九巴營辦，只於星期一至五下午繁忙時間由黃大仙開出一班單向前往慈雲山（中），途經鑽石山站。

## 歷史
由於慈雲山北部遠離港鐵站，居民主要依賴專線小巴接駁鐵路。鑑於途經黃大仙站的九巴2F及3C線車費高昂，有區議員提議增設循環線來往慈雲山（南）巴士總站及黃大仙站的巴士路線，惟未被運輸署和九巴接納。
與此同時，慈雲山（中）巴士總站自3M線於1991年更改走線後，一直未有直達巴士服務前往鑽石山站，因此運輸署和九巴於2017-2018年度巴士路線計劃中建議調配區內現有資源，於上午繁忙時間開辦本線。

### 路線改動沿革
- 2018年3月12日：205M線投入服務[2][3]
- 2020年3月30日至4月24日、8月3日至9月7日、12月7日起：因應疫情引致乘客量下降，本線多次暫停服務。[4][5][6]
- 2021年2月22日：恢復服務
- 2021年3月8日：改為只於下午繁忙時間提供服務，由黃大仙開往慈雲山(中)巴士總站，開19:00，直至6月4日[7]，其後延長試辦期，至2021年9月3日[8]。
- 2021年9月6日試辦期結束後，因客量不足而不獲續辦，本線取消服務。[9]

## 服務時間及班次
- 星期一至五
  - 黃大仙：19:00

星期六、日及公眾假期不設服務

## 收費
全程：$4.8
| - 本線設有12歲以下小童及65歲或以上長者半價優惠。 - 65歲或以上香港居民使用「樂悠咭」，以及12歲以下合資格殘疾兒童使用「殘疾人士身份」個人八達通繳付車資，均可享有每程$2.0或半價（以較低者為準）的票價優惠；12至64歲合資格殘疾人士使用「殘疾人士身份」個人八達通（包括「樂悠咭」），以及60至64歲香港居民使用「樂悠咭」繳付車資，均可享有每程$2.0或全費（以較低者為準）的票價優惠。 - 65歲或以上長者如使用長者或一般個人八達通繳付車資，則只可享有半價優惠；12至64歲合資格殘疾人士如不使用「殘疾人士身份」個人八達通，以及60至64歲人士如不使用「樂悠咭」繳付車資，必須繳付全費。 - 乘客可以現金或八達通於上車時付款，不設找續。 - 每位成人乘客可免費攜帶最多兩名4歲以下而不佔座位的兒童乘客乘車，超額之4歲以下小童必須繳付小童車費乘車。 - 持有「九巴月票」之乘客在車票有效期內，每日可享最多10程任何九龍巴士及龍運巴士路線（包括本路線，以及聯營路線的九龍巴士／龍運巴士提供的班次；惟乘搭機場「A」及「NA」線則可享原價二七折優惠（不會計算每天10次合資格車程））；而B1線則每日可享最多各2程（不會計算每天10次合資格車程）。 - 九龍巴士、城巴、龍運巴士及陽光巴士全職員工及家屬（不包括外判職員）可免費乘搭本路線，惟必須拍職員或職員家屬八達通。 - 乘客亦可透過多元化電子支付系統（e度嘟）繳付車資，包括使用非接觸式VISA卡、JCB卡、萬事達卡、銀聯卡、美國運通、大來國際、Discover Card、Apple Pay、Google Pay、Samsung Pay、AlipayHK「易乘碼」、支付寶、WeChatHK／微信支付「搭車碼」、銀聯雲閃付「乘車碼」及BOC Pay「乘車碼」。乘客使用此付款方式，使用此支付方式的乘客可享有中途下車之分段收費，以及與其他九巴／龍運獨營路線或聯營線九巴／龍運班次之轉乘優惠，惟不適用於與非九巴／龍運路線之轉乘優惠，亦不能享有「公共交通費用補貼計劃」及「長者及合資格殘疾人士公共交通票價優惠計劃」。 |

## 使用車輛
本線由5線 (5-S01) 抽調一輛雙層空調巴士行走，車型不定，通當為亞歷山大丹尼士Enviro 500 MMC 12米 (ATENU)。

## 行車路線
經：東頭村道、沙田坳道、彩虹道、蒲崗村道、大磡道、龍蟠街、鳳德道、蒲崗村道、慈雲山道及惠華街。

### 沿線車站
| 黃大仙開 | 黃大仙開             | 黃大仙開             |
| 序號     | 車站名稱             | 位置                 |
| -------- | -------------------- | -------------------- |
| 1        | 黃大仙巴士總站       | 黃大仙巴士總站       |
| 2        | 鑽石山站             | 龍蟠街               |
| 3        | 慈雲山（中）巴士總站 | 慈雲山（中）巴士總站 |

## 爭議
本線提供較跨區路線昂貴的選擇，收費高於同樣往返慈雲山及黃大仙、鑽石山的九龍區專線小巴37M線、九龍區專線小巴19M線。區議員因而要求205M線縮短路程不經龍蟠街，並調低收費至與專線小巴看齊。